# Liste der Naturdenkmale in Steinen (Westerwald)
Die Liste der Naturdenkmale in Steinen nennt die im Gemeindegebiet von Steinen ausgewiesenen Naturdenkmale (Stand 13. Juni 2024).

## Naturdenkmale
| Nr.         | Bezeichnung  | Lage                                                            | Beschreibung    | Bild            |
| ----------- | ------------ | --------------------------------------------------------------- | --------------- | --------------- |
| ND-7143-482 | Traubeneiche | nordöstlich des Ortes an der K 138; Abteilung Eichenbehang Lage | Quercus petraea | Fotos hochladen |